# Парламентарни центар (Русија)
Парламентарни центар — неостварени пројекат комплекса зграда у за смештање две палате Федералне скупштине Државне думе и Савета Федерације, које се сада налазе у различитим зградама (у бившој згради Госплана Савеза ССР и у административној згради на великој Дмитровци).

## Историја
Идеја изградње парламентарног центра у Москви се расправља од 2000-их година, али је због кризе реализација пројекта одложена. Комплекс треба да уједини државну думу и Савет Федерације, као и њихове пријемне, смештене на различитим адресама у центру Москве. Међу могућим местима смештања центра називали су се стадион Красная Пресня и територија Војне академије ракетних војска стратешке намене Петра Велике у Кинегородском пролазу. Тада је предвиђена изградња парламентарног комплекса у центру Москве, унутар Вртовног прстена. Житељи црвене Пресне су се противили изградњи на стадиону, и ова верзија је укинута. Опција са војном академијом је такође нестала, јер би у овом случају прво требало изградити нову зграду за Академију. Експерти и јавност су се противили изградњи Зарјада, јер би то могло довести до транспортног колапса и смањити значај Кремља као споменика архитектуре.
2011.године је изречен предлог о пресељењу парламента у нову Москву. Нови парламентарни центар за Савезну скупштину Русије биће изграђен иза МКАД-а у року од пет година, рекао је у петак новинарима заменик шефа кабинета Државне Думе Јуриј Шувалов. Политичар је објавио своју изјаву након говора председника Дмитрија Медведева на Петербуршком Међународном економском форуму. Председник државе је предложио да се створи столични федерални округ, проширујући границе Москве, као и да се федералне државне установе изнесу изван њених граница. За њега је изабрано место у Коммунарку. Међутим, депутати нису пристали да се преселе у нову Москву, и није било довољно новца за оснивање административно-парламентарног центра у Коммунарку.
2015. године председник Комисије ГД за изградњу зграда и објеката намењених за смештај парламентарног центра Владимир Ресин на састанку у "Московском комсомолцу" први пут је јавно назвао опцију смештаја која је наводно организовала све — пољопривредну зону поплавних равница нижих Мњевника (у страну од природног парка "Москворецки").
У јуну 2015.године одржано је затворено архитектонско такмичење. Парламентарни центар је био везан за подручје, поред њега је планирано постављање објеката инфраструктуре, спортских места и станова. Присталице пројекта уверавају да нови парламентарни центар не би требало да изазове саобраћајне проблеме. Автомобилисти ће моћи да користе северозападну хорду, а за остале ће се појавити две станице велике прстенске линије метроа Карамышевска и Мневники.
Следећа фаза рада била је стварање пројеката парламентарног центра. Прошла је прва фаза конкурса и у финал су изашли три пројекта од института Моспроект — 2 под вођством Михаила Посохина, Стројгазкомплекта (Ланфранко Чирилло) и архбјуро Евгений Герасимов и партнери. Победник није изабран и одлучено је да се одржи још једно такмичење.
Крајем октобра 2018.године Влада Руске Федерације одлучила је да не гради нови парламентарни центар и да тамо не премешта државну думу и Савет Федерације.
23.децембра 2020. године председник Русије Владимир Путин подржао је идеју изградње нове зграде за Државну думу. Планирано је да се уместо да се користе средства федералног буџета, изградња врши разменом текуће зграде државне Думе на Охотном реду, чија се вредност процењује на 300-400 милиона америчких долара.